# Gesandt
Gesandt eller minister er en diplomatisk udsending med rang lige under ambassadør. Gesandten kan være chef for et gesandtskab eller en legation. Titlerne anvendes nu mest på store ambassader, hvor kun ambassadøren kan bære ambassadørtitel, medens hans stedfortræder undertiden betegnes gesandt eller minister, især hvis stedfortræderen tidligere har været ambassadør og derfor i udsenderstaten har denne rang. Fra 1950'erne har alle lande udsendt ambassader og repræsentanter med rang af ambassadør. 
Resident er en gesandt af lavere rang.
 Der er for få eller ingen kildehenvisninger i denne artikel, hvilket er et problem. Du kan hjælpe ved at angive troværdige kilder til de påstande, som fremføres i artiklen.